# Maja Stadler-Euler

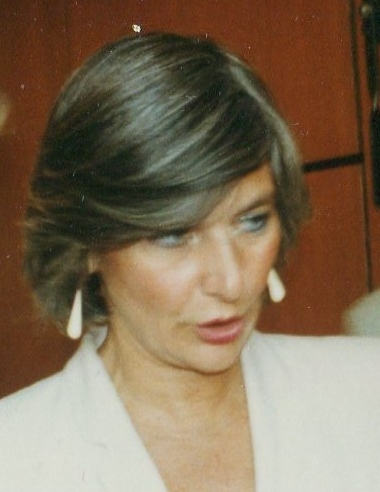
Maja Stadler-Euler, 1989

Maja Stadler-Euler (* 13. August 1941 in Berlin) ist eine deutsche Juristin, Rechtsanwältin, ehemalige Richterin und ehemalige Abgeordnete der Hamburgischen Bürgerschaft für die FDP.

## Leben und beruflicher Werdegang
Maja Stadler stammt aus gutbürgerlichen Verhältnissen und wuchs in Brüssel auf. Ihr Vater August-Martin Euler, Jurist und FDP-Politiker, war für die Europäische Gemeinschaft tätig. Ab 1962 studierte sie in Bonn, Berlin, Lausanne und Köln Rechtswissenschaften. Nachdem sie 1967 ihr erstes Staatsexamen abgelegt hatte, machte sie ein Praktikum bei der Kommission der Europäischen Gemeinschaft in Brüssel. 1968 heiratete sie einen Kommilitonen, den sie bereits im ersten Semester kennengelernt hatte. Da dieser als Referendar in Hamburg tätig war, meldete auch sie sich dort für ein Referendariat an. Bis sie es antreten konnte, arbeitete sie als Wahlhelferin für die FDP – allerdings unter der Bedingung, dafür nicht in die Partei eintreten zu müssen.
1978 legte sie ihr Zweites Staatsexamen ab, erhielt die Zulassung zur Anwaltschaft, und war seit 1980 Partnerin der Sozietät Berenberg-Gossler, Hamburg.

## Politik
1970 trat sie der FDP bei, wurde bald Vorsitzende des Kreisverbandes Eppendorf-Groß Borstel und – protegiert durch den Landesvorsitzenden Hermann F. Arning – Landesgeschäftsführerin. „Damals“, so Stadler-Euler, „hatten Frauen ohnehin nur eine Chance in Führungsposten zu kommen, wenn man von Männern gefördert wurde“. Von 1972 bis 1974 übte sie dieses Amt der Geschäftsführerin des Hamburger Landesverbandes der FDP aus.
Bei der Bürgerschaftswahl in Hamburg 1974 zog sie als Abgeordnete in die Hamburgische Bürgerschaft ein und wurde sofort zur Stellvertreterin des Fraktionsvorsitzenden Gerhard Moritz Meyer gewählt. 1977 wurde dieser zum Justizsenator, Stadler-Euler wurde von ihren Parteifreunden – als erste Frau in einem deutschen Landesparlament – zur Fraktionsvorsitzenden der FDP Hamburg gewählt. „Ich habe sehr bewußt im Parlament eine Distanz zwischen den Männern und mir hergestellt. Und das geht auch über Kleidung. Wir trugen die damals modischen Hosenanzüge. Damit haben wir uns im Grunde sehr vermännlicht“. Ihr politischer Schwerpunkt in der Bürgerschaft lag im interfraktionellen Haushaltsausschuss sowie im Bauausschuss. Mit der Niederlage der FDP bei der Bürgerschaftswahl in Hamburg 1978 endete ihre parlamentarische Karriere.
Von November 1991 bis November 1996 amtierte sie als Richterin am Hamburgischen Verfassungsgericht. Sie war beteiligt an dem Urteil, das die Hamburg-Wahlen 1991 wegen unzureichender Kandidatenaufstellung der CDU für unzulässig erklärte.
Die Juristin ist weiterhin als Anwältin bei Taylor Wessing, Hamburg, tätig (Stand 2021).

## Volkszählung
Bundesweit bekannt wurde Maja Stadler-Euler 1983, als sie gemeinsam mit ihrer Kollegin Gisela Wild durch eine Beschwerde beim Bundesverfassungsgericht die bundesweite Volkszählung blockierte. Die Juristinnen waren davon überzeugt, dass das geplante Verfahren wegen der Vermischung von statistischen Zwecken und Verwaltungsvollzug verfassungswidrig sei. Anfangs kam beträchtlicher Gegenwind gegen das Vorhaben aus Juristenkreisen, da viele der Meinung waren, sie hätten nichts zu verbergen und die Volkszählung daher in ihren Augen kein verfassungswidriger Eingriff. Das Gericht gab jedoch den beiden Frauen recht (→Volkszählungsurteil), die Volkszählung musste verschoben und die diesbezüglichen Fragen an die Bevölkerung geändert werden. In diesem Urteil etablierte das Bundesverfassungsgericht erstmals das Grundrecht auf informationelle Selbstbestimmung, das bis in die Gegenwart den Ausgangspunkt für zahlreiche Verfassungsbeschwerden und Reformen im Bereich Datenschutz bildet.

## Mitgliedschaften
Auch ehrenamtlich war Stadler-Euler aktiv. So von 1971 bis 1991 im Vorstand der Fabrik, einem Veranstaltungszentrum in Hamburg-Altona, und von 1983 bis 1990 im Aufsichtsrat des Hamburger Schauspielhauses. Sie gehörte zum Beirat der Hamburger Symphoniker und war Vorstandsvorsitzende des Hamburger Kunstvereins. 
Sie ist Generalsekretärin der Stiftung Arp e.V., die einen großen Teil des künstlerischen Nachlasses des deutsch-französischen Bildhauers und Dichters Hans Arp und der Schweizer Künstlerin Sophie Taeuber-Arp betreut (Stand 2021).